# Скотт (округ, Арканзас)
Скотт (англ. Scott County) — округ, расположенный в штате Арканзас, США, с населением в 10 996 человек по статистическим данным переписи 2000 года. Столица округа находится в городе Уолдрон.
Округ Скотт был образован 15 ноября 1833 года и получил своё название в честь судьи Верховного суда Территории Арканзас Эндрю Скотта.
В округе Скотт действует запрет на оборот алкогольной продукции, поэтому Скотт входит в перечень так называемых «сухих» округов страны.

## География
По данным Бюро переписи населения США округ Скотт имеет общую площадь в 2326 квадратных километров, из которых 2315 кв. километров занимает земля и 10 кв. километров — вода. Площадь водных ресурсов округа составляет 0,47 % от всей его площади.

### Соседние округа
- Себасчан — северо-запад
- Логан — северо-восток
- Йелл — восток
- Монтгомери — юго-восток
- Полк — юг
- Ле-Флор, штат Оклахома — запад

## Демография

Диаграмма распределения населения округа по возрастным диапазонам. Данные переписи населения 2000 года

По данным переписи населения 2000 года в округе Скотт проживало 10 996 человек, 3 121 семей, насчитывалось 4 323 домашних хозяйств и 4 924 жилых домов. Средняя плотность населения составляла 5 человек на один квадратный километр. Расовый состав округа по данным переписи распределился следующим образом: 93,53 % белых, 0,23 % чёрных или афроамериканцев, 1,40 % коренных американцев, 0,95 % азиатов, 0,01 % выходцев с тихоокеанских островов, 1,32 % смешанных рас, 2,56 % — других народностей. Испано- и латиноамериканцы составили 5,71 % от всех жителей округа.
Из 4 323 домашних хозяйств в 32,6 % — воспитывали детей в возрасте до 18 лет, 59,5 % представляли собой совместно проживающие супружеские пары, в 8,5 % семей женщины проживали без мужей, 27,8 % не имели семей. 24,8 % от общего числа семей на момент переписи жили самостоятельно, при этом 11,4 % составили одинокие пожилые люди в возрасте 65 лет и старше. Средний размер домашнего хозяйства составил 2,52 человек, а средний размер семьи — 2,98 человек.
Население округа по возрастному диапазону по данным переписи 2000 года распределилось следующим образом: 26,5 % — жители младше 18 лет, 8,1 % — между 18 и 24 годами, 26,5 % — от 25 до 44 лет, 24,2 % — от 45 до 64 лет и 14,7 % — в возрасте 65 лет и старше. Средний возраст жителей округа составил 37 лет. На каждые 100 женщин в округе приходилось 101,9 мужчин, при этом на каждых сто женщин 18 лет и старше приходилось 96,6 мужчин также старше 18 лет.
Средний доход на одно домашнее хозяйство в округе составил 26 412 долларов США, а средний доход на одну семью в округе — 30 311 долларов. При этом мужчины имели средний доход в 23 118 долларов США в год против 17 127 долларов США среднегодового дохода у женщин. Доход на душу населения в округе составил 13 609 долларов США в год. 15,3 % от всего числа семей в округе и 18,2 % от всей численности населения находилось на момент переписи населения за чертой бедности, при этом 21,2 % из них были моложе 18 лет и 14,1 % — в возрасте 65 лет и старше.

## Главные автодороги
- US 71
- US 270
- AR 23
- AR 28
- AR 70
- AR 80

## Населённые пункты
- Мансфилд
- Уолдрон